# Primavera Sound 2022
El festival de música Primavera Sound 2022 es va celebrar del 2 al 12 de juny del 2022 al Parc del Fòrum, a Barcelona i Sant Adrià de Besòs, Espanya. El festival va comptar amb un format de dos caps de setmana en què es va duplicar la capacitat dels anys anteriors. Entre caps de setmana, Primavera a la Ciutat va tenir lloc a diferents sales de concerts i discoteques del centre de Barcelona.
Entre els artistes que van actuar al festival es troben Beck, Dua Lipa, Gorillaz, Interpol, Jorja Smith, Lorde, Megan Thee Stallion, Nick Cave and the Bad Seeds, Phoenix, Tame Impala, The National, The Strokes, Tyler, the Creator i Yeah Yeah Yeahs.
Durant els set dies del festival van assistir 460.500 persones, de les quals el 65% eren estrangers, majoritàriament del Regne Unit. El festival va tenir un impacte econòmic molt gran a la ciutat, amb cada espectador gastant-se una mitjana estimada de 1.423 euros.

## Història
El primer cartell de l'edició del 2022 del Primavera Sound es va anunciar el gener del 2020. Tot i això, a causa de les restriccions imposades per la Generalitat de Catalunya i el Ministeri de Sanitat Espanyol referents a l'evolució de la pandèmia de la COVID-19 i les restriccions d'agrupacions socials, el festival va haver de ser posposat fins a l'agost de 2020. Entre els artistes confirmats per a aquesta edició es trobaven Lana Del Rey, Massive Attack, The National, King Princess, Young Thug, Brockhampton, The Strokes, Kacey Musgraves, Tyler, The Creator i Bad Bunny.
Amb la reprogramació del festival molts artistes van cancel·lar, mentre que altres es van incorporar al cartell com Gorillaz, Doja Cat, Charli XCX i Rina Sawayama. Finalment, el març del 2021, el festival es va reprogramar novament per a l'estiu del 2022, confirmant el cartell definitiu.